# Orde van Sint-Joris (Hannover)

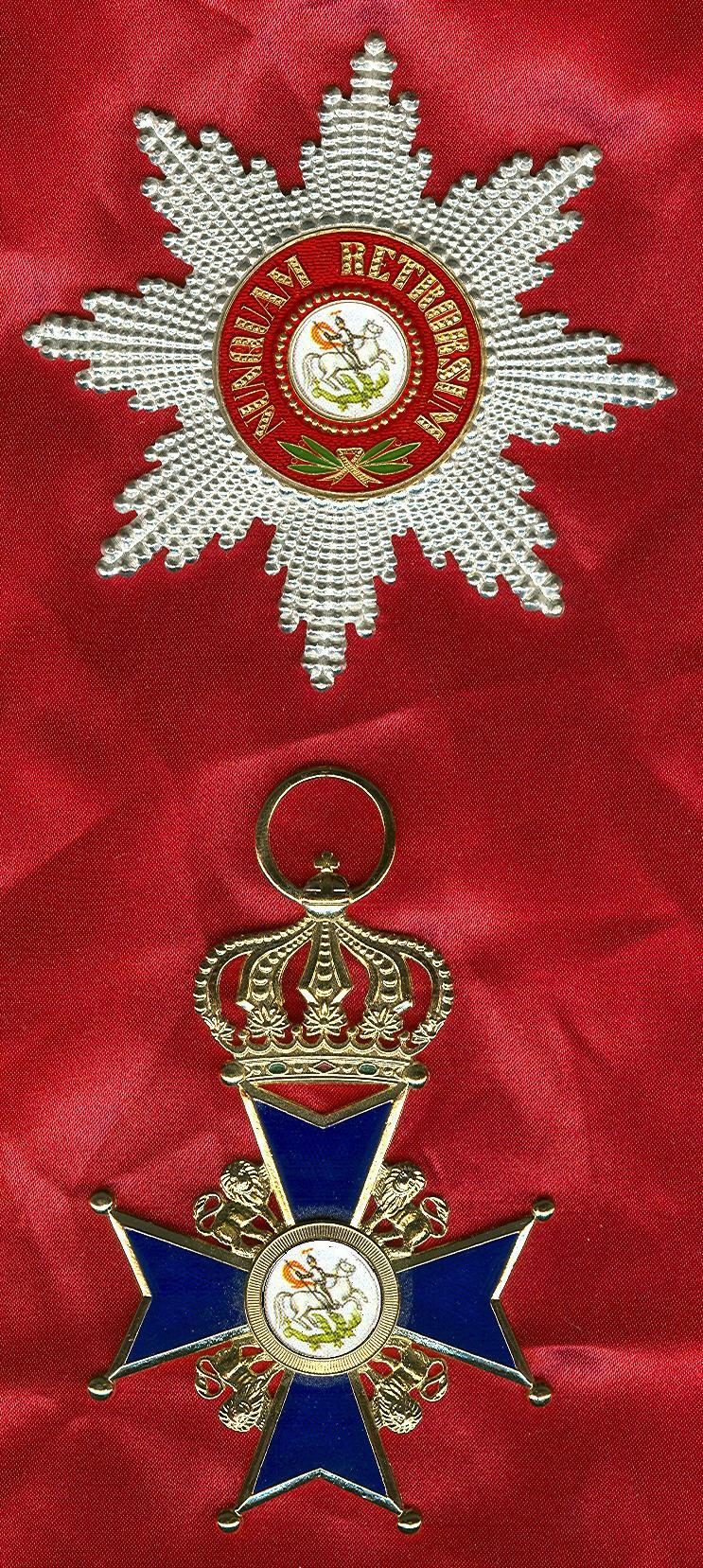
Ster en kruis van de Orde van Sint-Joris van Hannover. Particuliere verzameling Groningen.

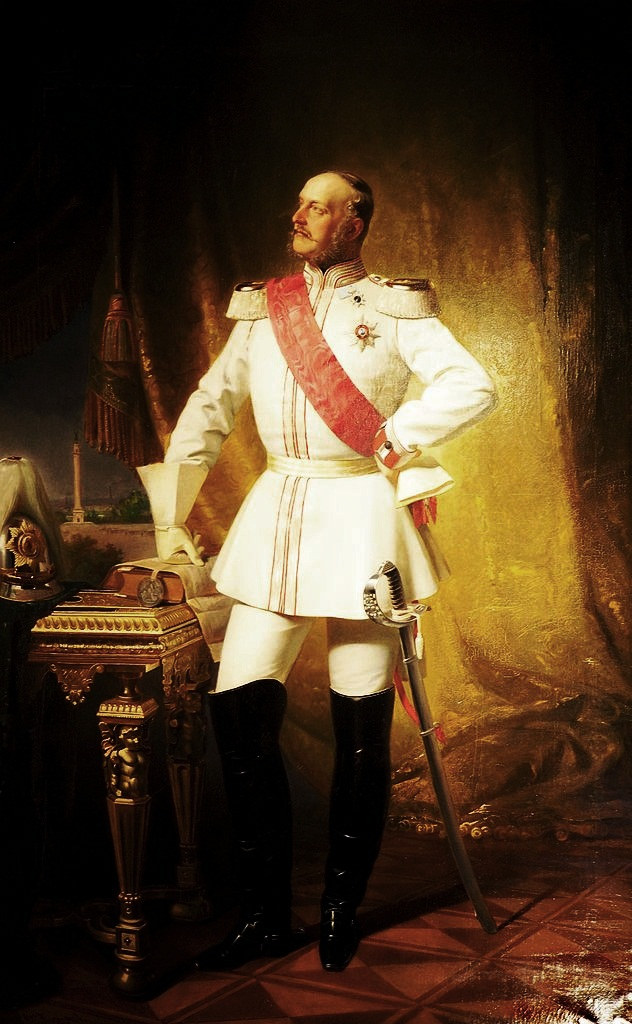
George V van Hannover draagt de Orde van Sint-Joris

De 'Orde van Sint-Joris (Duits: Sankt-Georgs-Orden) is in 1839 ingesteld door koning Ernst August I van Hannover. Hij stelde in de statuten vast dat deze orde de Huisorde van de kroon van Hannover is. Het Latijnse moto van deze "Hoge Orde" is " "NUNQUAM RETRORSUM" wat "nooit terugtreden" betekent.
Hannover bezat tot aan de personele unie met het Verenigd Koninkrijk in 1705 geen eigen ridderorde. Pas na de Napoleonische oorlogen stelde de Britse koning, tevens Koning van Hannover een Orde van de Welfen in maar dat was een Britse ridderorde. Toen Koningin Victoria op de Britse troon kwam en de kroon van Hannover die niet door een vrouw kon worden gedragen toeviel aan haar oom Erns August moest Hannover een eigen decoratiestelsel invoeren. De Orde van Sint-Joris staat aan de top van dit stelsel en was gedacht voor de leden van de Koninklijke Familie der Welfen, een paar uitverkoren staatslieden of hoge edelen en bevriende staatshoofden. De Orde van Sint-Joris nam aldus in Hannover de positie in van de Orde van de Kousenband die ook Sint-Joris als patroonheilige heeft.
De huidige Grootmeester van de Orde is Z.K.H. Prins Ernst August van Hannover (geb. 1954).
De versierselen, kleinood, achtpuntige ster en lint zijn kostbaar uitgevoerd. De juweliers van de Hannoveraanse koning gebruikten voor het kruis 18 karaat goud en emaille. De ster is van goud, zilver en emaille. Het lint is van gewaterde zijde.
De ster is 8 centimeter hoog en weegt 75 gram. Het kruis is bijna 10 centimeter hoog en 70 millimeter breed. Het weegt 75 gram. Verschillende hofjuweliers hebben versierselen vervaardigd die onderling iets afweken. Zo zijn er sterren met rechte stralen en sterren mret gebriljanteerde stralen bekend. Er is niet in een keten of ordekleding voorzien. Er kunnen ook geborduurde sterren van zilverdraad, gouddraad en borduursel zijn gedragen. Dergelijke sterren waren in het begin van de 19e eeuw nog gebruikelijk.